# Jacoba Majofski
Jacoba Maria Majofski, född 1807, död 1847, var en nederländsk skådespelare, operasångerska och översättare. 

## Biografi
Jacoba Majofski var dotter till Johannes Theodorus Majofski (1771–1836), skådespelare och teaterdirektör, och Johanna Christina Elizabeth Adams (1767–1844), skådespelare, och syster till Louiza Majofski och Annemie Majofski. Hon gifte sig 1823 med köpmannen Naret Charles King (1784–1845), med vilken hon fick tre barn.
Jacoba Majofski debuterade 1812, och var engagerad vid Amsterdamse Schouwburg 1812–1823 och 1825–1846, och därefter vid Zuid-Hollandsche Tooneelisten i Haag 1846–1847. Hon tog ett tillfälligt uppehåll från skådespeleriet efter sitt giftermål.
Majofski beskrivs som en av teaterns främsta stjärnor både som skådespelare och operasångare. Hennes förmåga att leva sig in i sin roll fick stort beröm i pressen. Hon spelade roller i olika teatergenrer, som Tisbe i Victor Hugos Angelo, Tyrannen i Padua och Fransje i Mor och Son av Charlotte Birch-Pfeiffer, båda pjäser, och Hulda i Donaus kvinna, en sångpjäs av Karl Friedrich Hensler. Hon spelade både klassiska roller och vaudevilleroller, samtidigt som hon sjöng i operor. Hon beskrivs som intellektuell, och översatte ett flertal pjäser till holländska.
Jacoba Majofski nämndes som en av Amsterdamteaterns tre främsta kvinnliga stjärnor vid sidan av Christina da Silva och Mimi Bia. Bias dominans vid teatern, då hon som gift med direktören var förstahandsvalet vid rolltillsättningar, gjorde att både da Silva och Majofski år 1846 lämnade teatern. Hon tog anställning vid Zuid-Hollandsche Tooneelisten, men kunde på grund av sin försämrade hälsa inte uppträda mycket, och avled snart.